# Platyphasia tasmaniensis
Platyphasia tasmaniensis är en tvåvingeart som beskrevs av Nikolas Vladimir Dobrotworsky 1971. Platyphasia tasmaniensis ingår i släktet Platyphasia och familjen storharkrankar. Inga underarter finns listade i Catalogue of Life.